# Zarghona Anaa
Zarghona Anaa (fallecida en 1772), fue una poeta afgana. Madre de Ahmad Shah Durrani (r.1747-1772).

## Biografía
Zarghona Anaa estuvo casada con Seman Khan, su hijo conquistó el trono afgano en Kandahar en 1747. Fue una activa poeta y disfrutaba de un gran respeto por su habilidad como poeta y su estricta adherencia al código moral Pashtunwali. Se sabe que tuvo una gran influencia en los asuntos de estado a través de su hijo. Zarghona Anaa controlaba Kandahar y actuó como mediadora en los conflictos tribales del pueblo pastún en lugar de su hijo que estaba en campaña militar.